# Comuna Mîșleatîci, Mostîska
Mîșleatîci (în ucraineană Мишлятичі) este o comună în raionul Mostîska, regiunea Liov, Ucraina, formată din satele Hankovîci, Koniușkî, Lîpkî, Mîșleatîci (reședința), Tamanovîci și Tolukovîci.

## Demografie
Componența lingvistică a comunei Mîșleatîci
     Ucraineană (98,39%)
     Alte limbi (0,08%)
Conform recensământului din 2001, majoritatea populației comunei Mîșleatîci era vorbitoare de ucraineană (98,39%), existând în minoritate și vorbitori de polonă (1,53%).